# Szymon Żurkowski
Szymon Żurkowski (Tychy, Silesia, 25 de septiembre de 1997) es un futbolista polaco que se demarca como centrocampista en el Spezia Calcio de la Serie B de Italia.

## Trayectoria
Żurkowski inició su trayectoria como delantero en las divisiones juveniles del MOSiR Jastrzębie-Zdrój y en 2012 llegó al Gwarek Zabrze, que sirve como filial del Górnik Zabrze, uno de los clubes más laureados del país.
Con el Gwarek debutó el 6 de agosto de 2016 en un partido ante Piast Zmigrod que culminó 1-1, válido por la III Liga de Polonia temporada 2016/17, que en realidad compete a la cuarta división. Luego de disputar ocho encuentros más con el filial y recibir algunas convocatorias con el primer equipo, debutó en segunda división a mitad de temporada el 13 de noviembre de 2016 en la goleada por 4-0 del Górnik sobre el Wisła Puławy, aunque disputó poco más de dos minutos tras ingresar en lugar de Igor Angulo al minuto 88. Cuando faltaban 6 fechas para terminar el campeonato, se adueñó del puesto de titular, marcando su primer gol el 13 de mayo de 2017 en la victoria por 4-2 sobre Stomil Olsztyn y contribuyendo a que el equipo termine subcampeón y ascendiendo a la primera categoría, tras permanecer en la novena posición seis fechas antes.
En su regreso a la Ekstraklasa temporada 2017/18, Żurkowski continuó siendo pieza clave en el Górnik Zabrze a pesar de su corta edad, contribuyendo a que su equipo llegue a semifinales de la Copa de Polonia y quede cuarto en liga, clasificando a la Liga Europea de la UEFA. Żurkowski disputó en esa temporada 38 encuentros, anotando tres goles y dando siete asistencias. Además fue elegido como jugador revelación por la Asociación Polaca de Fútbol.

### Fiorentina
Aunque el Górnik inició mal la temporada 2018/19 en Polonia, luchando los puestos de descenso, el 28 de enero de 2019, Żurkowski firmó con la Fiorentina de la Serie A de Italia hasta el 30 de junio de 2023, sin embargo permaneció a préstamo en el Górnik Zabrze para lo que quedaba de la campaña, logrando asegurar la permanencia en la liga polaca.
Para la temporada 2019/20, Żurkowski se integró a las filas de la Fiorentina, debutando con el equipo el 14 de septiembre de 2019 en el empate sin goles ante Juventus de Turín, ingresando en los últimos minutos por Gaetano Castrovilli.

### Empoli
El 30 de enero de 2020, el Empoli anunció su llegada como cedido, sin embargo recién pudo debutar el 19 de junio tras ingresar en lugar de Liam Henderson en la derrota por 1-0 ante Spezia Calcio, luego de la reanudación de la Serie B. Poco a poco fue ganando minutos y anotó su primer gol en Italia en la derrota por 2-4 ante Virtus Entella, el 17 de julio de 2020.

## Selección nacional

### Sub-21
Ha integrado la selección sub-21 de Polonia con la cual ha disputado 13 encuentros, anotando dos goles y dando cinco asistencias, siendo varios de estos encuentros entre septiembre de 2017 y noviembre de 2018, concretamente en la clasificación para la Eurocopa Sub-21 de 2019, donde lograron el pase al torneo final. Fue titular en el equipo que disputó la fase final de la Eurocopa Sub-21 de 2019, quedándose eliminados en fase de grupos por diferencia de goles pese a ganar dos partidos.

### Absoluta
En mayo de 2018, pese a no haber sido convocado antes a la selección mayor, Żurkowski fue incluido en la lista provisional de 35 futbolistas de Polonia para la Copa Mundial de Fútbol de 2018, sin embargo no llegó a entrar a la plantilla final de 23 jugadores.
Para realizar su debut tuvo que esperar al 24 de marzo de 2022 en un amistoso ante Escocia que finalizó en empate a uno.

### Participación en Eurocopas
| Torneo                  | Sede                | Resultado      | Partidos | Goles |
| ----------------------- | ------------------- | -------------- | -------- | ----- |
| Eurocopa Sub-21 de 2019 | Italia · San Marino | Fase de grupos | 3        | 1     |

## Estadísticas

### Clubes
Actualizado el 23 de febrero de 2025.
| Gwarek Zabrze · Polonia | 2016-17       | 4.ª           | 15  | 0  | —  | — | — | — | 15  | 0  |
| Gwarek Zabrze · Polonia | Total club    | Total club    | 15  | 0  | 0  | 0 | 0 | 0 | 15  | 0  |
| Górnik Zabrze · Polonia | 2016-17       | 2.ª           | 9   | 1  | 0  | 0 | — | — | 9   | 1  |
| Górnik Zabrze · Polonia | 2017-18       | 1.ª           | 34  | 2  | 4  | 1 | — | — | 38  | 3  |
| Górnik Zabrze · Polonia | 2018-19       | 1.ª           | 31  | 3  | 3  | 2 | 3 | 0 | 37  | 5  |
| Górnik Zabrze · Polonia | Total club    | Total club    | 74  | 6  | 7  | 3 | 3 | 0 | 84  | 9  |
| ACF Fiorentina · Italia | 2019-20       | 1.ª           | 2   | 0  | 0  | 0 | — | — | 2   | 0  |
| Empoli F. C. · Italia | 2019-20       | 2.ª           | 7   | 1  | 0  | 0 | — | — | 7   | 1  |
| Empoli F. C. · Italia | 2020-21       | 2.ª           | 25  | 2  | 0  | 0 | — | — | 25  | 2  |
| Empoli F. C. · Italia | 2021-22       | 1.ª           | 35  | 6  | 2  | 0 | — | — | 37  | 6  |
| ACF Fiorentina · Italia | 2022-23       | 1.ª           | 2   | 0  | 0  | 0 | 2 | 0 | 4   | 0  |
| ACF Fiorentina · Italia | Total club    | Total club    | 4   | 0  | 0  | 0 | 2 | 0 | 6   | 0  |
| Spezia Calcio · Italia | 2022-23       | 1.ª           | 11  | 0  | 0  | 0 | — | — | 11  | 0  |
| Spezia Calcio · Italia | 2023-24       | 2.ª           | 16  | 0  | 1  | 0 | — | — | 17  | 0  |
| Spezia Calcio · Italia | Total club    | Total club    | 27  | 0  | 1  | 0 | 0 | 0 | 28  | 0  |
| Empoli F. C. · Italia | 2023-24       | 1.ª           | 13  | 4  | —  | — | — | — | 13  | 4  |
| Empoli F. C. · Italia | 2024-25       | 1.ª           | 5   | 0  | 0  | 0 | — | — | 5   | 0  |
| Empoli F. C. · Italia | Total club    | Total club    | 85  | 13 | 2  | 0 | 0 | 0 | 87  | 13 |
| Total carrera | Total carrera | Total carrera | 205 | 19 | 10 | 3 | 5 | 0 | 220 | 22 |
| (1)Incluye datos de la Copa de Polonia (2017-18 y 2018-19) y Copa Italia (2021-22 y 2023-24). (2)Incluye datos de la Liga Europa de la UEFA (2018-19) y Liga Europa Conferencia de la UEFA (2022-23). |               |               |     |    |    |   |   |   |     |    |

## Palmarés

### Distinciones individuales
| Distinción                                   | Año     |
| -------------------------------------------- | ------- |
| Jugador revelación del año en Polonia        | 2017    |
| Descubrimiento de la temporada (Ekstraklasa) | 2017-18 |